# Esperqueu
|  | Per a altres significats, vegeu «Riu Esperqueu». |

Esperqueu (en grec antic: Σπερχειός, 'Sperkeios') va ser, segons la mitologia grega, un déu fluvial, fill d'Oceà i de Tetis, i germà de les Oceànides. Va donar nom al riu Esperqueu.
Peleu va dedicar a Esperqueu la cabellera d'Aquil·les, pregant perquè el seu fill tornés sa i estalvi de la guerra de Troia. Es diu que Esperqueu era cunyat d'Aquil·les, ja que s'havia casat amb Polidora, filla de Peleu. Se'l considera pare de Dríops, fundador del poble dels driops i de Menesti, que va lluitar a la guerra de Troia a les ordres directes d'Aquil·les.